# Черрето-Груе
Черрето-Груе, Черрето-Ґруе (італ. Cerreto Grue, п'єм. Srèj) — муніципалітет в Італії, у регіоні П'ємонт,  провінція Алессандрія.
Черрето-Груе розташоване на відстані близько 440 км на північний захід від Рима, 100 км на схід від Турина, 26 км на схід від Алессандрії.
Населення — 320 осіб (2014).
Щорічний фестиваль відбувається 23 квітня. Покровитель — святий Юрій.

## Демографія
Населення за роками:

Станом на 1 січня 2023 року в муніципалітеті офіційно проживало 6 іноземців з 5 країн, серед них 4 громадяни країн Євросоюзу та 1 громадянин України.

## Сусідні муніципалітети
- Коста-Весковато
- Монтеджоко
- Сареццано
- Віллароманьяно